# لحلاح زوفيتسي
لحلاح زوفيتسي (باللاتينية: Colchicum szovitsii) نوع نباتي يتبع جنس اللحلاح من الفصيلة اللحلاحية. سمي نسبة إلى عالم النبات زوفيتس.

## الموئل والانتشار
موطنه بلاد الشام وتركيا والقوقاز وبلغاريا.

## الوصف النباتي
النبات عشبي معمر. النبات سام كبقية أنواع اللحلاح.